# Feeder
A Feeder egy angol, magát az indie rock műfajba soroló zenekar Newport, Walesből. Hangzásukban megtalálhatóak az egészen finom, lágy dallamoktól kezdve a húzós torzított gitárokkal operáló számokig a zenei hangulatok teljes skálája. A kezdeti évek után az áttörést a Buck Rogers című számuk hozta meg számukra a 2001-es Echo Park albumról, mely azóta is az angol fesztiválok kedvelt slágere. A Feeder zenei fejlődése a dalszerző Grant Nicholasnak köszönhetően változatos, fülbemászó, megható, elgondolkodtató, pörgős és olykor az élet nehéz pillanatait is kiváló zeneiséggel bemutató pályafutás.

## A zenekar rövid története
A zenekar 1994-ben alakította Grant Nicholas (ének / gitár), Jon Lee (dobok) a "Reel" Elektroakusztikus zenekar fennmaradó tagjai és Taka Hirose (basszusgitáros). Két bemutatkozó EP-jük után 1997-ben jelent meg első teljes albumuk a Polythene. Az áttörést hozó 2001-es albumuk az Echo Park sikerét követően tragédia árnyékolta be a zenekar pályafutását, akkori dobosuk Jon Lee máig tisztázatlan indok(ok)ból öngyilkos lett. Grant és Taka úgy döntöttek a tragédiát követően, hogy folytatják a Feeder-t. Jon Lee halálát követő Comfort In Sound album világszerte kiemelkedően pozitív fogadtatásra talált. A dobos posztra a Skunk Anansie zenekar dobosa Mark Richardson került. Az albumhoz készült videók közül a Come Back Around-ban Jon Lee özvegye ül a dobok mögött. Mark 2009-ig volt a zenekar tagja. Azóta több dobossal dolgoztak, jelenleg Karl Brazil tölti be a posztot, legutóbbi lemezük a 2012-es Generation Freakshow.

## Diszkográfia

### Bemutatkozó EP-k
- Two Colours (1995)
- Swim (1996)

### Stúdióalbumok
- Polythene (1997)
- Yesterday Went Too Soon (1999)
- Echo Park (2001)
- Comfort in Sound (2002)
- Pushing the Senses (2005)
- Silent Cry (2008)
- Renegades (2010)
- Generation Freakshow (2012)

### Gyűjtemények
- Picture Of The Perfect Youth (2CD) (2004)

### Válogatások
- The Singles (2006)

## Tagok

### Jelenlegi
- Grant Nicholas - ének, gitár (1991–napjainkig)
- Taka Hirose - basszusgitár (1994–napjainkig))
- Karl Brazil - dobok (2009–napjainkig)

### Korábbi
- Jon Lee - dobok (1991–2002; elhalálozott)
- Simon Blight - basszusgitár (1991–1994)
- Mark Richardson - dobos (2002–2009)

### Kisegítő zenészek élőben / stúdióban
- Dean Tidey - gitárok (1999–2000, 2002–2009)
- Matt Sime - billentyűs hangszerek (2000-2001)
- Dean Deavall - billentyűs hangszerek (2008–napjainkig)
- Tim Trotter - dobok (2009–napjainkig)
- Damon Wilson - dobok (2011–napjainkig)

## Díjak
Főbb díjak
| Év   | Díj             | Kategória                   |
| ---- | --------------- | --------------------------- |
| 2001 | Kerrang! Awards | Legjobb Angol Élő Produkció |
| 2003 | Kerrang! Awards | Legjobb Angol Banda         |

## Videóklippek
| Év   | Számcím                     | Rendező                                         |
| ---- | --------------------------- | ----------------------------------------------- |
| 1996 | "Stereo World"              | Toby Duckett                                    |
| 1997 | "Tangerine"                 | Toby Duckett                                    |
| 1997 | "Cement"                    | John Klien                                      |
| 1997 | "Crash"                     | Stuart A Gosling                                |
| 1997 | "High"                      | Stuart A Gosling                                |
| 1998 | "Suffocate"                 | Mark Nunneley                                   |
| 1998 | "High" (U.S. version)       | Lawrence Carroll                                |
| 1999 | "Day in Day Out"            | Gavin Gordon Rogers                             |
| 1999 | "Insomnia"                  | Stuart A Gosling                                |
| 1999 | "Yesterday Went Too Soon"   | Stuart A Gosling                                |
| 1999 | "Paperfaces"                | Stuart A Gosling                                |
| 2001 | "Buck Rogers"               | Markus Walter                                   |
| 2001 | "Seven Days in the Sun"     | Jake and Jim Goodman                            |
| 2001 | "Turn"                      | David Mould                                     |
| 2001 | "Piece By Piece" (original) | Vincent Raj, David Vickery and Soichi Matsumoto |
| 2001 | "Piece By Piece" (re-edit)  | Mark Nunneley                                   |
| 2001 | "Just a Day"                | David Mould                                     |
| 2002 | "Come Back Around"          | David Mould                                     |
| 2003 | "Just the Way I'm Feeling"  | Julian Gibbs                                    |
| 2003 | "Forget About Tomorrow"     | David Mould                                     |
| 2003 | "Find the Colour"           | Sam Brown                                       |
| 2003 | "Comfort in Sound"          | Mark Video                                      |
| 2005 | "Tumble and Fall"           | Scott Lyon                                      |
| 2005 | "Feeling a Moment"          | Jonas Odell                                     |
| 2005 | "Pushing the Senses"        | John Paveley                                    |
| 2005 | "Tender"                    | Mark Video                                      |
| 2005 | "Shatter"                   | Charlie Lightening                              |
| 2006 | "Lost and Found"            | David Mould                                     |
| 2006 | "Save Us"                   | Barnaby Roper                                   |
| 2008 | "We Are the People"         | David Mould                                     |
| 2008 | "Into the Blue"             | Mark Video                                      |
| 2008 | "Tracing Lines"             | El Skid                                         |
| 2010 | "Call Out"                  | Scott Peters                                    |
| 2010 | "Renegades"                 | Nils Leonard                                    |
| 2011 | "Side By Side"              | Feeder                                          |
| 2012 | "Borders"                   | MM                                              |
| 2012 | "Children of the Sun"       | Joe Connor                                      |
| 2012 | "Idaho"                     | Joseph "Joe" Connor                             |